# Famila Basket Schio
El Famila Basket Schio, también conocido como Famila Wüber Schio por motivos de patrocinio, es un club italiano de baloncesto femenino con sede en Schio (Vicenza), en Véneto. Viste de blanco y naranja, y juega en la Liga italiana, en el PalaCampagnola de Schio. Es el club más galardonado de Italia.

## Historia
Fue fundado en 1973. En 1996 y 1999 ganó dos Copas italianas, sus primeros títulos. En 1999 debutó en la Euroliga, y en 2001 y 2002 ganó las dos últimas ediciones de la Copa Ronchetti.
En 2006 ganó su primer doblete, con su primera liga y su cuarta copa. Revalidó el título liguero al año siguiente, y en 2008 ganó su tercera liga y la Eurocopa, sucesora de la Copa Ronchetti.
Ha ganado otros cinco dobletes nacionales en 2011, 2013, 2014, 2015 y 2018.
Su mejor resultado en la Euroliga son los cuartos de final.

## Títulos
- 3 Copa Ronchetti y Eurocopa: 2001, 2002, 2008
  - Final 2001: Ganó al Botas SK a doble partido (75-73 en Schio y 70-87 en Adana)
  - Final 2002: Ganó al Tarbes GB a doble partido (73-69 en Schio y 74-77 en Tarbes)
  - Final 2008: Ganó al BC Moscú a doble partido (ganó 87-67 en Schio y perdió 78-69 en Moscú)
- 12 Ligas: 2005, 2006, 2008, 2011, 2013, 2014, 2015, 2016, 2018, 2019, 2022, 2023
- 14 Copas: 1996, 1999, 2004, 2005, 2010, 2011, 2013, 2014, 2015, 2017, 2018, 2021, 2022, 2023
- 13 Supercopas: 2005, 2006, 2011, 2012, 2013, 2014, 2015, 2016, 2017, 2018, 2019, 2021, 2022

## Plantilla 2013-14
- Bases:  Katalin Honti (1,78), Erica Reggiani (1,76), Martina Mosetti (1,75), Giorgia Sottana (1,75),  Courtney Vandersloot (1,73)
- Aleras: Raffaella Masciadri (1,86), Laura Spreafico (1,84)
- Ala-pívots: Laura Macchi (1,90), Jenifer Nadalin (1,86)
- Pívots: Kathrin Ress (1,94), Elisa Ercoli (1,92),  Elodie Godin (1,92),  Erlana Larkins (1,89)